# L народно събрание
Петдесетото народно събрание (L НС) е обикновено народно събрание на Република България, което се сформира след предсрочните парламентарни избори на 9 юни 2024 година. Първото му заседание е проведено на 19 и 20 юни 2024 г. и действа до 11 ноември, когато започва първото заседание на следващото LI народно събрание.

## Ръководство
| Длъжност              | Народен представител | Парламентарна група         |
| --------------------- | -------------------- | --------------------------- |
| Председател           | Рая Назарян          | ГЕРБ-СДС                    |
| Заместник-председател | Росица Кирова        | ГЕРБ – СДС                  |
| Заместник-председател | Йордан Цонев         | Движение за права и свободи |
| Заместник-председател | Атанас Атанасов      | ПП – ДБ                     |
| Заместник-председател | Цончо Ганев          | Възраждане                  |
| Заместник-председател | Драгомир Стойнев     | БСП за България             |
| Заместник-председател | Андрей Чорбанов      | Има такъв народ             |
| Заместник-председател | Виктория Василева    | Величие                     |

## Депутати по парламентарни групи
Парламентарни групи при съставянето:
  ГЕРБ – СДС (68)
  ДПС (47)
  ПП – ДБ (39)
  Възраждане (38)
  БСП за България (19)
  ИТН (16)
  Величие (13)
Парламентарни групи при разпускането:
  ГЕРБ – СДС (68)
  ПП – ДБ (39)
  Възраждане (38)
  ДПС (22)
  БСП за България (18)
  ИТН (16)
  Независими (39)

## Разпад и прегрупиране на парламентарни групи в Българския парламент

### Българска социалистическа партия
Първоначално парламентарната група на Българската социалистическа партия (БСП) е съставена от 19 депутати. Впоследствие един от тях – Калоян Методиев е изключен, с което броят на депутатите в групата намалява до 18.

### Величие
Парламентарната група на партия „Величие“ се разпада на 5 юли, когато 6 депутати решават да напуснат парламентарната групата. От тях, 7 застават зад Николай Марков, а останалите 6 – зад Ивелин Михайлов.

### Движение за права и свободи
Парламентарната група на ДПС стартира с общо 47 депутати. Впоследствие, поради масови напускания, групата намалява до 22 депутати, които подкрепят Делян Пеевски. Останалите 25 независими депутати изразяват своята подкрепа към почетния председател на партията – Ахмед Доган.